# Dinastia macedoneană

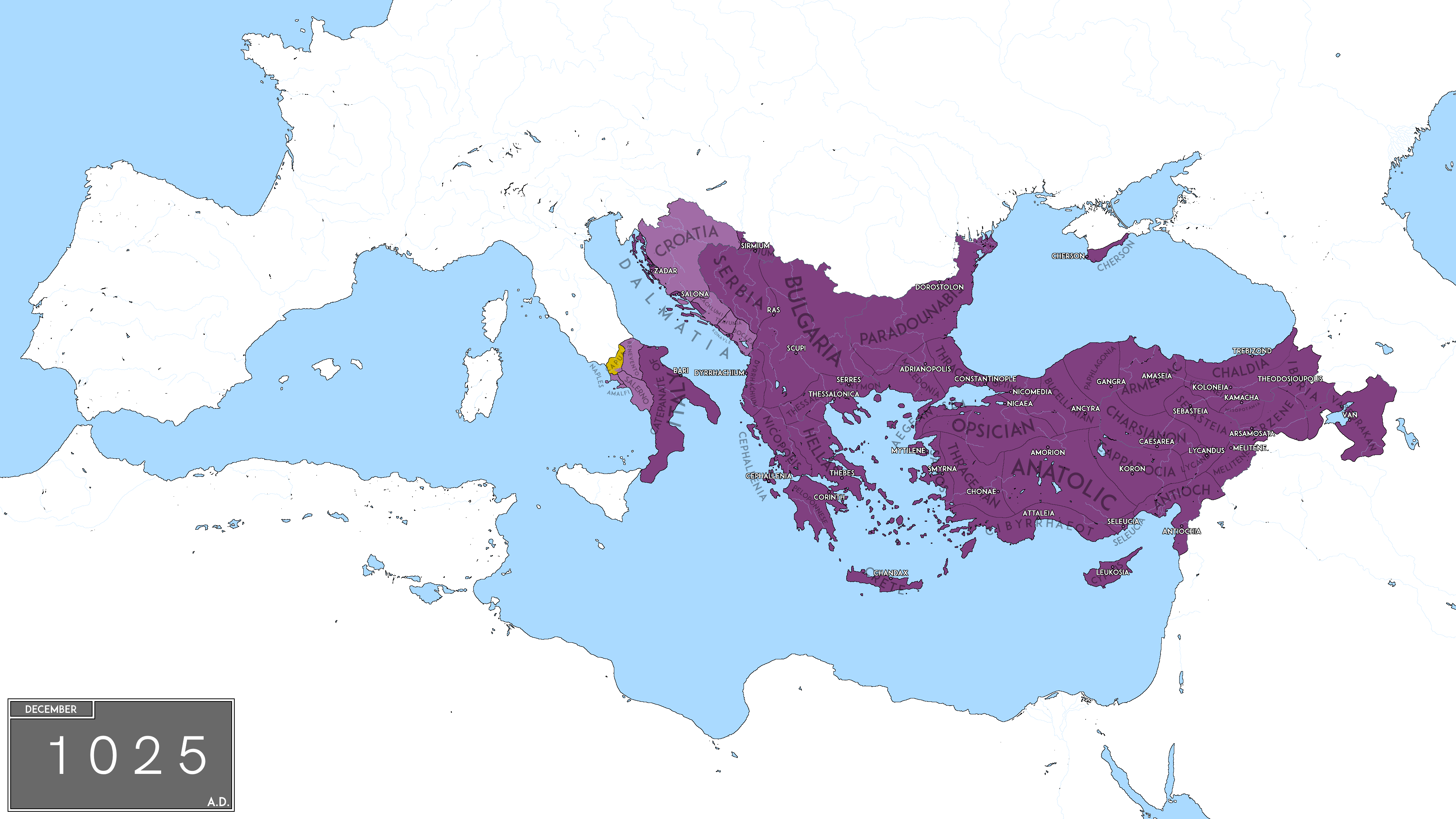
Imperiul Roman de Răsărit în 1025, înainte de moartea lui Vasile al II-lea Bulgaroctonul.

Dinastia macedoneană (867–1056) a fost o dinastie de împărați bizantini, întemeiată de Vasile I, după asasinarea împărătului bizantin Mihail III Bețivul. Vasile I îl reneagă pe patriarhul Fotie, printr-un sinod ținut la Constantinopol și restabilește unitatea dintre Roma și Bizanț.
Sub dinastia macedoneană, Imperiul Bizantin redus la Asia Mică, Grecia și Balcani sub efectul invaziilor arabe și menținând doar câteva insulițe în Italia, departe de a fi slăbit, își găsește o noua omogenitate. El cunoaște a doua epocă de aur după veacul lui Iustinian.
Împărații din această dinastie au fost:
- Vasile I Macedoneanul; 867–886; soțul văduvei lui Mihail al III-lea
- Constantin; 869–879; fiul lui Vasile I
- Leon VI Filozoful; 870–886 (asociat), 886–912; fiul lui Vasile I
- Alexandru; 879–912 (asociat), 912–913; fiul lui Vasile I
- Constantin al VII-lea Porfirogenetul; 913–919; fiul lui Leon al VI-lea
- Romanos I Lecapenos; 919–944; tatăl vitreg al lui Constantin al VII-lea
- Cristian Lecapenos; 921–931; fiul lui Romanos I, asociat la domnie
- Ștefan Lecapenos; 924–945; fiul lui Romanos I, asociat la domnie
- Constantin Lecapenos; 924–945; fiul lui Romanos I, asociat la domnie
- Constantin al VII-lea Porfirogenetul; 919–944 (asociat), 944–959; a doua oară
- Romanos II Nobilul; 959–963; fiul lui Constantin al VII-lea
- Nichifor II Phocas; 963–969; soțul văduvei lui Romanos al II-lea
- Ioan I Tzimiskes; 969–976; fiul vitreg al lui Constantin al VII-lea
- Vasile II Bulgaroctonul; 970–976 (asociat), 976–1025; fiul lui Romanos al II-lea
- Constantin VIII Porfirogenet; 970–1025, 1025–1028; fiul lui Romanos al II-lea
- Zoe Porfirogeneta; 1028, 1028–1050 (asociată); fiica lui Constantin al VIII-lea
- Romanos al III Argyros; 1028–1034; primul soț al Zoei
- Mihail al IV-lea Paflagonianul; 1034–1041; al doilea soț al Zoei
- Mihail V Călăfătuitorul; 1041–1042; fiul adoptiv al Zoei
- Constantin IX Monomahul; 1042–1055; al treilea soț al Zoei
- George Maniaces; 1042–1043; uzurpator
- Teodora III Porfirogent; 1042 (asociată), 1055–1056; fiica lui Constantin al VIII-lea
- Mihail al VI Generalul Bringas; 1056–1057; fiul vitreg al Teodorei a III-a

Dinastia Macedoneană a avut mai multe ramuri colaterale (ex. Lecapenos) care au fost mai mult sau mai puțin înrudite cu ramura principală.